# Happy Valley-Goose Bay
Happy Valley-Goose Bay é um município canadense da província de Terra Nova e Labrador.
Localizada na parte central de Labrador, o município é o maior centro populacional da região. Incorporado em 1973, ele compõe a antiga cidade de Happy Valley e o Distrito Local de Melhoria de Goose Bay. Construído sobre um grande planalto arenoso em 1941, o município é o local onde fica a maior base aérea militar no nordeste da América do Norte, a CFB Goose Bay.